# Eugene Paul Wigner

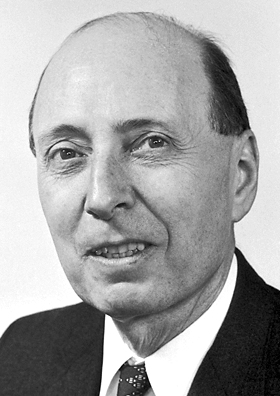
Eugene Paul Wigner (1963)

Eugene Paul Wigner (ungarisch Wigner Jenő Pál; * 17. November 1902 in Budapest; † 1. Januar 1995 in Princeton, New Jersey) war ein ungarisch-amerikanischer Physiker und Nobelpreisträger. Wigner wurde bekannt durch seine Beiträge in der Quantenphysik (Gruppentheorie, Symmetrien) und in der Reaktorphysik.

## Leben und Werk
Wigner wurde in eine jüdische Familie der Mittelklasse geboren und besuchte in den Jahren 1915 bis 1919 gemeinsam mit John von Neumann das humanistische Lutheraner-Gymnasium in Budapest. Danach studierte er Chemie-Ingenieurwesen und promovierte 1925 an der Technischen Hochschule Berlin bei Michael Polanyi mit der Arbeit „Bildung und Zerfall von Molekülen, Statistische Mechanik und Reaktionsgeschwindigkeit“. Hier lernte er unter anderem Albert Einstein und Leó Szilárd kennen. In seiner freien Zeit beschäftigte er sich intensiv mit Physik. Als Besucher der Kolloquien der Deutschen Physikalischen Gesellschaft war er bald vertraut mit den aktuellen Fragen der Forschung und entwickelte eine Vorliebe für theoretische Physik. 1926 wurde er zunächst Assistent von Richard Becker an der Technischen Hochschule Berlin, der heutigen Technischen Universität Berlin.
1927 erhielt Wigner eine Anfrage von Arnold Sommerfeld, um an der Universität Göttingen als Assistent des bedeutenden Mathematikers David Hilbert zu arbeiten. Dies erwies sich jedoch als eine große Enttäuschung für ihn, weil Hilbert nicht mehr sehr produktiv war. Wigner forschte dennoch unabhängig und legte den Grundstein für die Theorie der Symmetrien in der Quantenmechanik. In seiner Göttinger Zeit leitete er die Transformation von Drehimpulseigenzuständen in der Quantenmechanik bei Rotation ab (Wignersche D-Matrix). Wigner und Hermann Weyl waren verantwortlich für die Einführung der Gruppentheorie als mathematische Methode in die Quantenmechanik. Diese bekam später (1928) eine allgemein gültige Formulierung in der Veröffentlichung Gruppentheorie und Quantenmechanik, war aber nicht leicht zu verstehen, besonders bei jüngeren Physikern. Wigners spätere Veröffentlichung von 1931, Gruppentheorie und ihre Anwendung auf die Quantenmechanik der Atomspektren, machte Gruppentheorie eher zugänglich für einen größeren Leserkreis.
1928 kehrte Wigner nach Berlin zurück, um sich dort an der Technischen Hochschule zu habilitieren, und wurde 1930 zum nichtbeamteten außerordentlichen Professor für Theoretische Physik ernannt. Anfang der 1930er Jahre ging Wigner in die USA und arbeitete seit 1931 in Princeton. Wegen seiner jüdischen Herkunft verlor er nach der nationalsozialistischen Machtergreifung seine Position an der TH Berlin und siedelte endgültig in die USA über. Abgesehen von zwei Jahren 1936/37 als Professor für Physik an der University of Wisconsin verbrachte er sein akademisches Leben an der Princeton University als Professor für Mathematik von 1938 bis zu seiner Emeritierung im Jahre 1971. 1937 nahm er die amerikanische Staatsbürgerschaft an. Zu seinen Schülern in Princeton zählten Frederick Seitz, der spätere Präsident der National Academy of Sciences und der Rockefeller University, sowie John Bardeen, der Erfinder des Transistors und zweifache Nobelpreisträger für Physik.

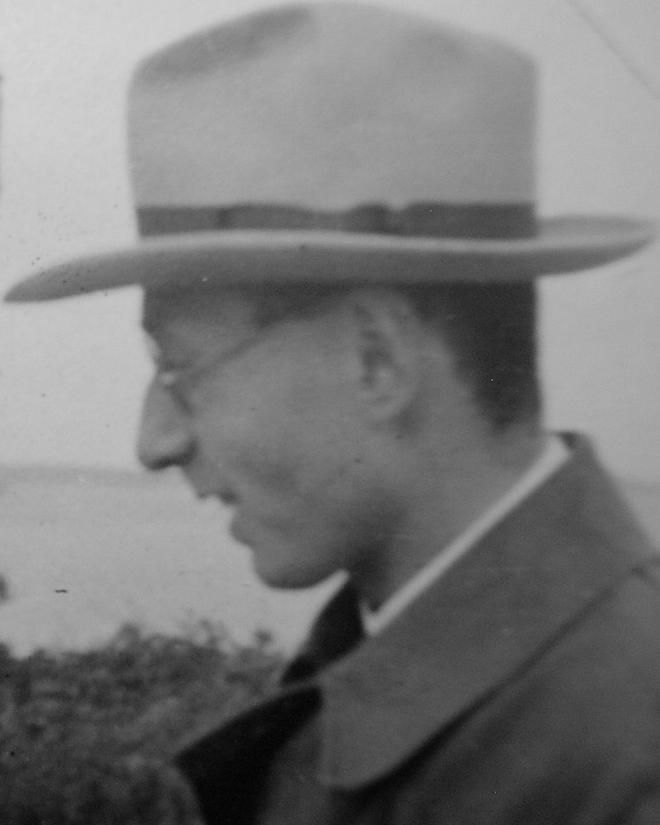
Eugene Paul Wigner (1928)

Wigner war ein wissenschaftlicher Pionier, der Ende der zwanziger Jahre das Fundament für die Anwendung der Gruppentheorie in der Physik legte. Seine Darstellungstheorie der Poincarégruppe war auch in der Mathematik bahnbrechend. Gemeinsam mit seinem ungarischen Landsmann Leó Szilárd entwickelte er auch die Theorie der nuklearen Kettenreaktion und engagierte sich für das amerikanische Atombombenprojekt in Los Alamos, da er befürchtete, Hitler würde eine solche Bombe bauen lassen. Im Manhattan-Projekt lieferte Wigner u. a. die Grundlagen der Reaktorphysik, für den Bau des ersten Industrie-Reaktors bei der damaligen Clinton Works (viz. Oak Ridge) Anlage. Der X-Reaktor war der Prototyp der Hanford-Reaktoren zur großtechnischen Herstellung des Kernmaterials Plutonium.
Mit ihm gemeinsam arbeiteten auch Alvin M. Weinberg, Edward Teller, John von Neumann und Leó Szilárd. Alle vier Wissenschaftler waren ungarischer Abstammung und wurden wegen ihrer „überirdischen“ geistigen Fähigkeiten von ihren amerikanischen Kollegen als „Marsianer“ bezeichnet.
Neben zahlreichen Begriffen, die explizit seinen Namen tragen, siehe unten,  „generierte“ er implizit zahlreiche fundamentale Techniken auf dem Gesamtgebiet der Theoretischen Physik: So geht u. a. die  vielfach benutzte Theorie der Zufallsmatrizen auf ihn zurück, da er die Spektren hochangeregter Atomkerne auf diese Weise beschrieb und nach ihrer Symmetrieeigenschaft in symplektische bzw. unitäre bzw. orthogonale Symmetrieklassen einteilte. Die Theorie erlebte später eine Renaissance im Rahmen der Theorie des Quantenchaos.
Am 18. Mai 1960 wurde Wigner, zusammen mit Szilárd, der Atoms for Peace Award, 1961 die Max-Planck-Medaille und im Jahr 1963 zusammen mit J. Hans D. Jensen und Maria Goeppert-Mayer der Nobelpreis für Physik verliehen. Er erhielt den Preis für seine zahlreichen Beiträge zur Kernphysik, unter anderem für seine Formulierung des Gesetzes der Erhaltung der Parität („für seine Beiträge zur Theorie des Atomkerns und der Elementarteilchen, besonders durch die Entdeckung und Anwendung fundamentaler Symmetrie-Prinzipien“). Der Nobelpreisträger Wigner war beliebt und verehrt wegen seiner bescheidenen und zurückhaltenden Art.
Seine Vielseitigkeit war enorm: Mit Gian-Carlo Wick und Arthur Wightman führte er beispielsweise 1956 Super-Auswahlregeln und die innere Parität von Elementarteilchen ein.
Wigner machte sich auch philosophische Gedanken über Physik und ihr Verhältnis zur Mathematik. Sein Aufsatz The unreasonable effectiveness of mathematics in the natural sciences ist sprichwörtlich geworden. Sein Gedankenexperiment Wigners Freund vertritt eine subjektivistische Interpretation der Quantenmechanik.

## Auszeichnungen und Ehrungen

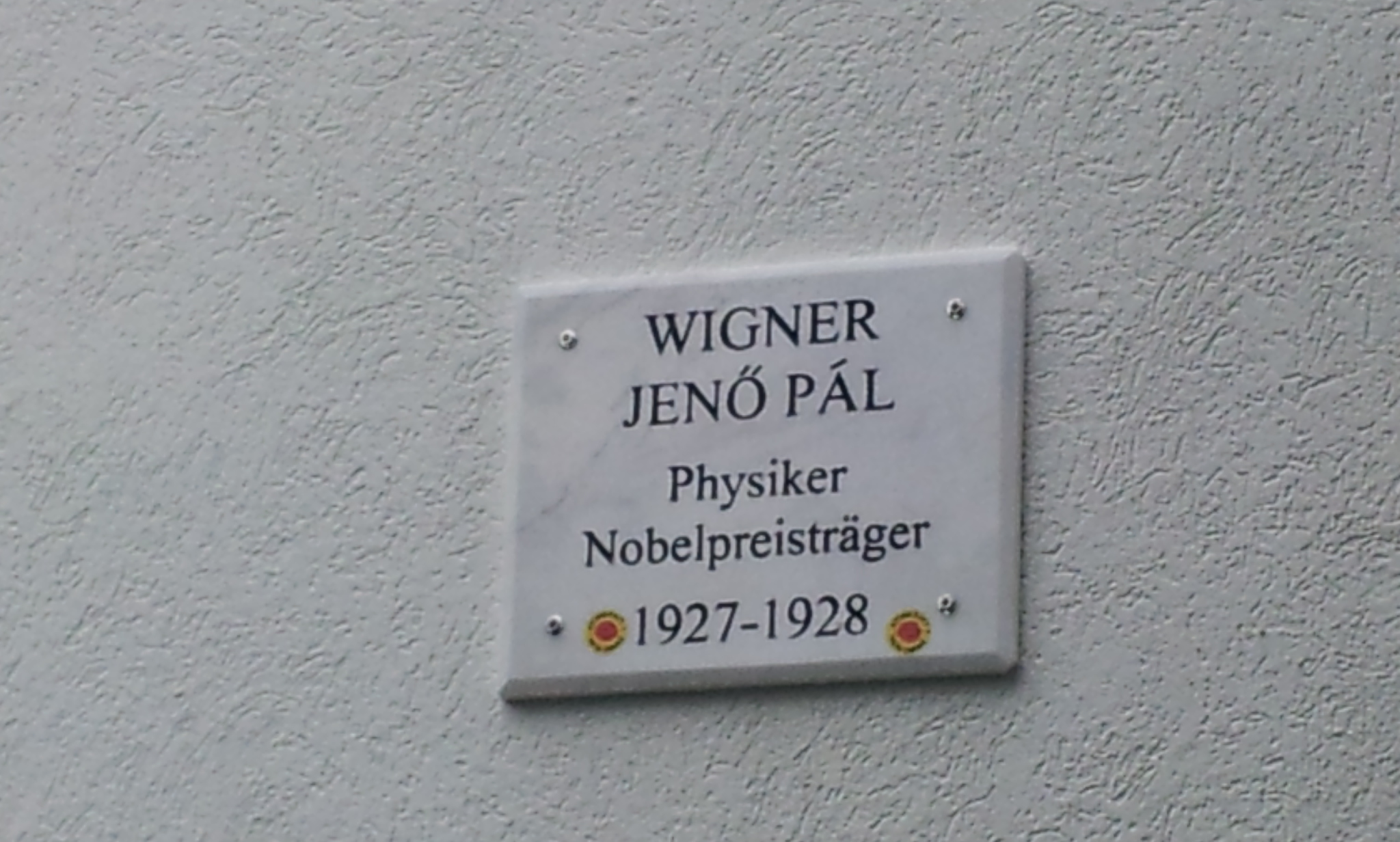
Göttinger Gedenktafel für den Physiker Eugene Paul Wigner am Haus Wilhelm-Weber-Straße 22

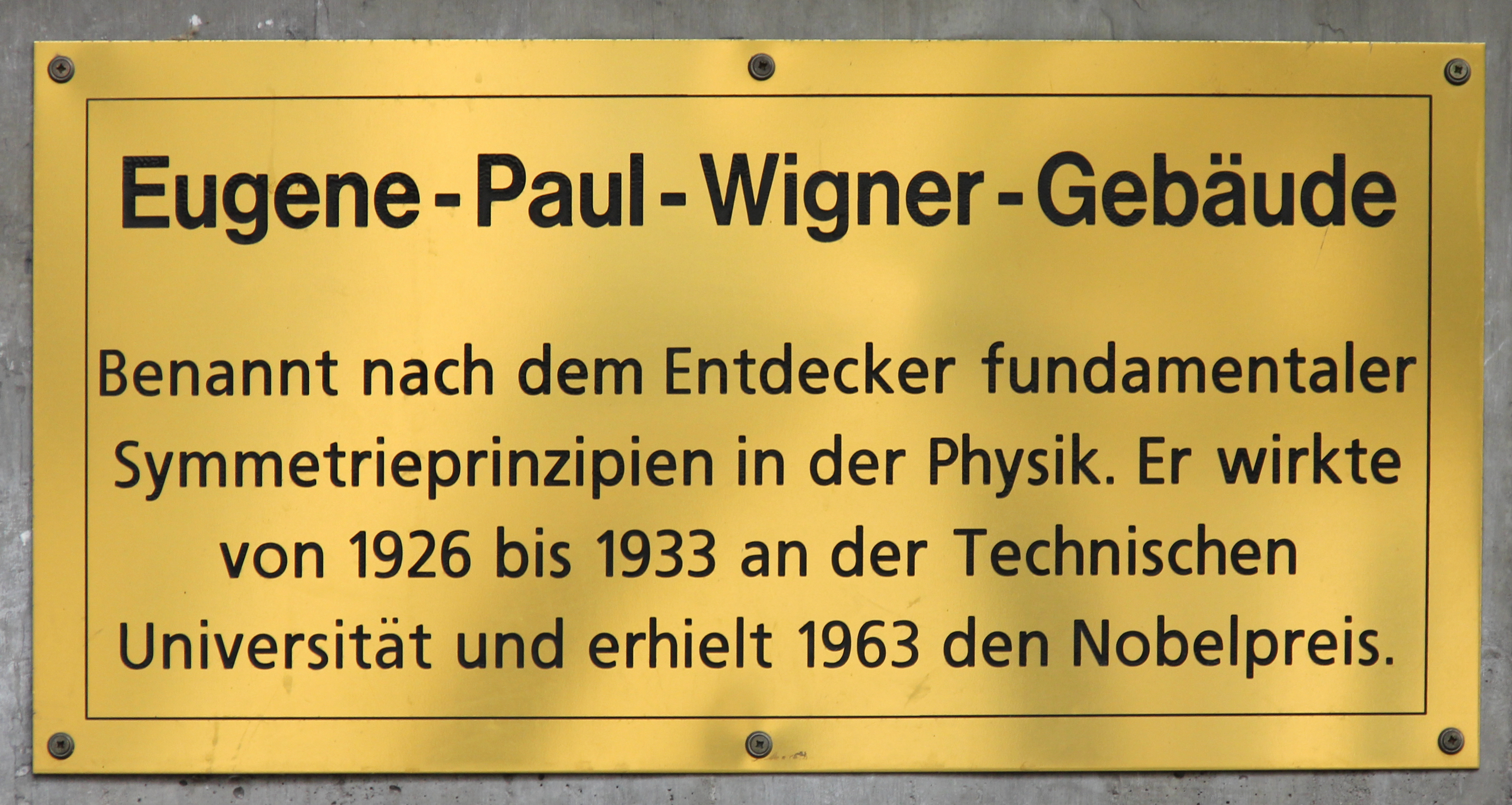
Gedenktafel am Haus, Hardenbergstraße 36, in Berlin-Charlottenburg

1933 wurde er Fellow der American Association for the Advancement of Science. Seit 1945 war er Mitglied der National Academy of Sciences und seit 1951 der Göttinger Akademie der Wissenschaften. 1944 wurde er in die American Philosophical Society und 1950 in die American Academy of Arts and Sciences gewählt. 1968 wurde Eugene P. Wigner die National Medal of Science und  1972 der Albert Einstein Award verliehen.
Seit dem 24. November 2005 ist ein Gebäude der Physikalischen Institute an der Technischen Universität Berlin nach ihm benannt.
Die Wigner-Medaille und der Eugene P. Wigner Reactor Physicist Award sind ihm zu Ehren benannt.
Am 19. Juni 2014 ehrte ihn die Stadt Göttingen mit einer Gedenktafel am Haus Wilhelm-Weber-Straße 22.

## Sonstiges
Der berühmte Physiker Paul Dirac war mit Wigners Schwester Margit verheiratet.

## Wissenschaftliche Leistungen

### Physik
- 3j-Symbol, 6j-Symbol, 9j-Symbol (auch manchmal mit dem Vorsatz Wigner)
- Breit-Wigner-Formel (Form von Resonanzkurven z. B. in der Kernphysik)
- İnönü-Wigner-Kontraktionen (Gruppen-Kontraktionen)[15]
- Jordan-Wigner-Transformation (Vielteilchentheorie)
- Wigner-Energie (Kerntechnik)
- Wigner-Eckart-Theorem (Anwendung der Gruppentheorie in der Quantenmechanik zusammengesetzter Systeme)
- Wigners Freund (Interpretation der Quantenmechanik)
- Wignerfunktion (Verallgemeinerung der Verteilungsfunktion der Statistischen Physik unter Berücksichtigung von Quantenkorrekturen)
- Wigner-Kristall (Festkörperphysik)
- Wigner-Seitz-Zelle (Festkörperphysik)

### Mathematik
- Wignersche Matrix

## Schriften (Auswahl)

### Fachartikel
- E. Wigner: On the Consequences of the Symmetry of the Nuclear Hamiltonian on the Spectroscopy of Nuclei. In: Physical Review. Band 51, Nr. 2, 15. Januar 1937, S. 106–119, doi:10.1103/PhysRev.51.106 (englisch).
- V. Bargmann, E. P. Wigner: Group Theoretical Discussion of Relativistic Wave Equations. In: Proceedings of the National Academy of Sciences. Band 34, Nr. 5, Mai 1948, S. 211–223, doi:10.1073/pnas.34.5.211.
- Eugene P. Wigner: Symmetry and Conservation Laws. In: Proceedings of the National Academy of Sciences. Band 51, Nr. 5, Mai 1964, S. 956–965, doi:10.1073/pnas.51.5.956 (englisch).
- E. P. Wigner: Über die Erhaltungssätze in der Quantenmechanik. In: Arthur S. Wightman (Hrsg.): The Collected Works of Eugene Paul Wigner. Springer Berlin Heidelberg, Berlin, Heidelberg 1993, ISBN 978-3-642-08154-5, S. 84–90, doi:10.1007/978-3-662-02781-3_7 (uni-goettingen.de).
- E. P. Wigner: Über die Operation der Zeitumkehr in der Quantenmechanik. In: Arthur S. Wightman (Hrsg.): The Collected Works of Eugene Paul Wigner. Springer Berlin Heidelberg, Berlin, Heidelberg 1993, ISBN 978-3-642-08154-5, S. 213–226, doi:10.1007/978-3-662-02781-3_15 (uni-goettingen.de).

### Fachbücher
- Eugen Wigner: Gruppentheorie und ihre Anwendung auf die Quantenmechanik der Atomspektren. Vieweg+Teubner Verlag, Wiesbaden 1931, ISBN 978-3-663-00642-8, doi:10.1007/978-3-663-02555-9.
- Alvin M. Weinberg, Eugene P. Wigner: The physical theory of neutron chain reactors. The University of Chicago Press, 1958, ISBN 0-226-88517-8 (englisch, archive.org).
- Leonard Eisenbud, Eugene P. Wigner: Einführung in die Kernphysik (= BI-Hochschultaschenbücher). Bibliographisches Institut, 1961.
- Walter J. Moore, Michael Scriven (Hrsg.): Symmetries and reflections. Indiana University Press, 1967, ISBN 0-262-73021-9 (archive.org).
- The Collected Works of Eugene Paul Wigner, 8 Bände im Springer Verlag, aufgelegt ab 1992, aufgeteilt in zwei Unterserien:
  - The Scientific Papers:
    - Alvin M. Weinberg (Hrsg.): Nuclear Energy. Springer Berlin Heidelberg, Berlin, Heidelberg 1992, ISBN 978-3-642-77427-0, doi:10.1007/978-3-642-77425-6 (englisch).
    - Arthur S. Wightman (Hrsg.): The Collected Works of Eugene Paul Wigner: Part A: The Scientific Papers. Springer Berlin Heidelberg, Berlin, Heidelberg 1993, ISBN 978-3-642-08154-5, doi:10.1007/978-3-662-02781-3 (englisch).
    - Arthur S. Wightman (Hrsg.): Nuclear Physics. Springer-Verlag, Berlin 1996, ISBN 978-3-540-56972-5.
    - Arthur S. Wightman (Hrsg.): Part I: Physical Chemistry. Part II: Solid State Physics. Springer Berlin Heidelberg, Berlin, Heidelberg 1997, ISBN 978-3-642-63824-4, doi:10.1007/978-3-642-59033-7 (englisch).
    - Arthur S. Wightman (Hrsg.): Part I: Particles and Fields. Part II: Foundations of Quantum Mechanics. Springer Berlin Heidelberg, Berlin, Heidelberg 1997, ISBN 978-3-642-08179-8, doi:10.1007/978-3-662-09203-3 (englisch).

  - Historical, Philosophical, and Socio-Political Papers:
    - Jagdish Mehra (Hrsg.): Philosophical Reflections and Syntheses. Springer Berlin Heidelberg, Berlin, Heidelberg 1995, ISBN 978-3-540-63372-3, doi:10.1007/978-3-642-78374-6 (englisch).Jagdish Mehra (Hrsg.): Socio-Political Reflections and Civil Defense. Springer Berlin Heidelberg, Berlin, Heidelberg 1998, ISBN 978-3-642-63765-0, doi:10.1007/978-3-642-58862-4 (englisch).
    - Jagdish Mehra (Hrsg.): Historical and Biographical Reflections and Syntheses. Springer Berlin Heidelberg, Berlin, Heidelberg 2001, ISBN 978-3-642-08180-4, doi:10.1007/978-3-662-07791-7 (englisch).

## Dokumentarfilme
- Thomas Ammann, Judith Lentze: Der Kampf um die Freiheit: Sechs Freunde und ihre Mission – Von Budapest nach Manhattan, MDR-Dokumentation, 2013 (Informationen bei ARD)